# Zuanne da Coi
Zuanne de Tonini da Coi (también escrito como di Tonini, y citado en ocasiones como Zuane dal Colle y Giovanni del Colle) (siglo XV - siglo XVI) fue un profesor italiano de Brescia interesado en la resolución de problemas matemáticos, quien propuso a Tartaglia en 1530 dos problemas con ecuaciones de tercer grado que este último todavía no sabía resolver.

## Semblanza
En 1530, da Coi se puso en contacto con Tartaglia (que había nacido en Brescia y que por entonces vivía en Verona), a través de Messer Antonio da Cellatico, proponiéndole que resolviera dos ecuaciones de tercer grado, con la siguiente forma en notación moderna:
{\displaystyle x^{3}+3x^{2}=5} y
{\displaystyle x^{3}+6x^{2}+8x=1000}
Este encuentro es narrado por el propio Tartaglia en su obra "Quesiti" (Cuestiones), publicada en 1546 a raíz de la polémica que posteriormente sostendría Tartaglia con Gerolamo Cardano sobre la autoría de la resolución de la ecuación de tercer grado.
Fue da Coi quien diez años después suscitó en Milán el interés de Cardano acerca de las ecuaciones cúbicas, y quien le informó sobre el concurso matemático en el que Tartaglia había derrotado a Antonio Del Fiore en 1535. En una carta del 5 de enero de 1540, Cardano le hizo saber a Tartaglia que Zuanne dal Colle había vuelto a Milán, donde se jactaba de haber descubierto la resolución de la ecuación de tercer grado hallada por Tartaglia, y que Zuanne había discutido en Venecia con Del Fiore, donde hizo prevalecer su presunta autoría. Esta carta (posiblemente reconstruida después de 1545) sirvió a Cardano para justificar que la resolución de la ecuación de tercer grado no era exclusiva de Tartaglia, lo que a la postre le permitiría desligarse de la promesa hecha a este último de guardar el secreto hasta que el propio Tartaglia hiciera público el descubrimiento. Cuando Lodovico Ferrari, colaborador de Cardano, desafió públicamente en Venecia a un reto matemático a Tartaglia en 1547, el anuncio fue enviado a quince matemáticos importantes de la época, pero ni da Coi ni Del Fiore figuraban en la lista.